# Le avventure della dolce Kati
Le avventure della dolce Kati (牧場の少女カトリ?, Makiba no shōjo Katori, lett. "Katri, la bambina della fattoria", talvolta riportato come Le avventure della dolce Katy), è una serie televisiva anime di 49 episodi prodotta dalla Nippon Animation e la decima del progetto World Masterpiece Theater. È stata trasmessa dalla rete giapponese Fuji TV dall'8 gennaio al 23 dicembre 1984.
È tratto dal romanzo breve Paimen, piika ja emäntä, scritto nel 1936 dalla scrittrice finlandese Auni Nuolivaara.
La serie è stata trasmessa anche in Italia, su Italia 1, nel 1985.

## Trama
(Signora Kansuela, ep. 30)
La storia narra le vicende di Katy, una bambina finlandese che a sei anni, dopo la morte del padre e la conseguente partenza della madre per la Germania al seguito delle persone presso cui prestava servizio, rimane a vivere in campagna con i nonni.
Tre anni dopo scoppia la prima guerra mondiale: Germania e Finlandia sono su fronti opposti e le comunicazioni tra i due Paesi si fanno saltuarie. I pochi soldi che la madre mandava alla famiglia improvvisamente cessano di arrivare e di lei non si hanno più notizie. Per sollevare le magre finanze della famiglia, Katy che ormai ha nove anni, contro il parere dei nonni decide di andare a lavorare come mandriana presso alcuni possidenti della zona. Da quel momento la bimba avrà un gran da fare con la vita ed il lavoro di campagna, sempre accompagnata da Giona, il suo piccolo cane bassotto, che con il suo indispensabile apporto come cane pastore, l'aiuterà e la farà apprezzare nel suo lavoro.
Nel corso degli anni Katy passerà da un padrone all'altro, maturando tante esperienze: diventerà una mandriana provetta, imparerà a raccogliere e a filare la canapa e parteciperà alla tosatura delle pecore, ma comincerà anche ad apprezzare i racconti della sua terra che durante il lavoro nelle lunghe giornate invernali venivano raccontati da Gunilla la vecchia cantastorie. Inoltre la sua acuta intelligenza le permetterà di imparare a leggere e a scrivere da autodidatta e di scoprire
il Kalevala, il grande poema epico nazionale finlandese alla cui lettura dedicherà tutto il suo impegno nonostante l'estrema difficoltà dell'opera. Tutto questo avrà una grande influenza nella sua vita futura.
Attraverso le proprie vicende personali Katy viene in contatto con i grandi rivolgimenti che modificarono la storia della sua nazione (e dell'Europa) dal 1914 in poi, come la nascita di un sentimento indipendentista finlandese, la Prima Guerra Mondiale, la Rivoluzione Russa (che decreterà la fine del protettorato russo sul paese), il passaggio di Lenin per la Finlandia citato in un episodio.
Ma la svolta della vita di Katy si ha quando va a lavorare per una padrona con un figlio piccolo che ha bisogno di una babysitter. La giovane donna prenderà subito in simpatia la piccola Katy, la tratterà come una figlia e quando si trasferirà a Turku le farà frequentare la scuola dove sorprendentemente, grazie ai lunghi studi che la ragazzina aveva fatto da sola durante il duro lavoro in campagna, Katy si ritrova a primeggiare.
Alla fine della storia Katy ritroverà finalmente la madre e da adulta diventerà una grande scrittrice di racconti per ragazzi.

## Il nome della protagonista
Il nome originale della protagonista è "Katri", ma a causa della difficoltà dei giapponesi di pronunciare la "R", nelle edizioni doppiate nelle lingue di alcuni paesi europei si è trasformato in "Katli" o "Katoli", come in Spagna e Germania. Nelle edizioni di altri paesi il nome è stato invece modificato leggermente in "Katy" (o "Kati") come in Italia, oppure cambiato totalmente come in Olanda, dove la protagonista e la serie si chiamano "Nathalie".

## Colonna sonora
La colonna sonora della serie, composta da Hideki Fuyuki è ispirata al lavoro di Jean Sibelius, uno dei maggiori artisti della tradizione musicale finlandese. Si ritrovano brevi estratti da Karelia (op. 11), Leminkaïnen suite (op. 22) e Finlandia (op. 26 nº7). Soprattutto quest'ultimo pezzo, che è diventato il simbolo della lotta del popolo finlandese per la sua indipendenza, è parte del tema principale della serie.

### Sigle
Sigla iniziale originale
Love with You ~Ai no purezento ~ (Love With You 〜愛のプレゼント〜?), musica di Hideki Fuyuki è interpretata da Chie Kobayashi
Sigla finale originale
Kaze no komori uta (風の子守歌?), musica di Hideki Fuyuki è interpretata da Chie Kobayashi
Sigla iniziale e finale italiana
Le avventure della dolce Katy, musica e arrangiamento di Detto Mariano, testo di Alessandra Valeri Manera, è interpretata da Cristina D'Avena.

## Doppiaggio
Il doppiaggio italiano è stato effettuato presso lo Studio P.V. di Milano sotto la direzione di Enrico Carabelli.
| Personaggi       | Voce originale  | Voce italiana        |
| ---------------- | --------------- | -------------------- |
| Kati (Katori)    | Hitomi Oikawa   | Daniela Fava         |
| Martin           | Tōru Furuya     | Paolo Torrisi        |
| Yuri             | Kohei Miyauchi  | Pietro Ubaldi        |
| Ilda             | Hisako Kyoda    | Grazia Migneco       |
| Klaus            | Makoto Takasaka | Roberto Magani       |
| Lotte            | Kumiko Takizawa | Milena Albieri       |
| Peter            | Yoku Shioka     | Mauro Ramerio        |
| Amelie           |                 | Lia Rho Barbieri     |
| Elena            |                 | Alessandra Karpoff   |
| Emilia           |                 | Tullia Piredda       |
| Aki Ranta        |                 | Enrico Carabelli     |
| Alina            |                 | Lisa Mazzotti        |
| Dott. ssa Sophia |                 | Serena Cantalupi     |
| Bjorn            |                 | Raffaele Farina      |
| Enrica           |                 | Rossana Bassani      |
| Mari             |                 | Dania Cericola       |
| Leo              |                 | Dania Cericola       |
| Lola             |                 | Clara Zovianoff      |
| Salomone         |                 | Antonio Paiola       |
| Gelma            |                 | Marinella Armagni    |
| Voce narrante    |                 | Anna Maria Mantovani |

## Episodi
Originalmente la serie è stata prodotta in 49 episodi, ma per motivi mai chiariti l'episodio 48 L'ammissione a scuola, nel quale Kati affronta un duro esame di ammissione alla scuola sbalordendo la commissione per le sue profonde conoscenze di matematica e di lingua e letteratura finlandese, nella prima trasmissione italiana del 1985 su Italia 1 non è andato in onda ed è stato trasmesso per la prima volta solamente durante la replica del 2009 su Boing.
| Nº | Titolo italiano Giapponese 「Kanji」 - Rōmaji                                                       | In onda           | In onda |
| Nº | Titolo italiano Giapponese 「Kanji」 - Rōmaji                                                       | Giapponese        |         |
| 1  | Il distacco 「別れ」 - wakare                                                                       | 8 gennaio 1984    |         |
| 2  | L'amico 「友だち」 - tomo dachi                                                                     | 15 gennaio 1984   |         |
| 3  | Una primavera tempestosa 「春のあらし」 - haru noarashi                                             | 22 gennaio 1984   |         |
| 4  | Fermezza 「決意」 - ketsui                                                                          | 29 gennaio 1984   |         |
| 5  | La partenza 「出発」 - shuppatsu                                                                    | 5 febbraio 1984   |         |
| 6  | Il padrone 「主人」 - shujin                                                                        | 12 febbraio 1984  |         |
| 7  | La padrona 「奥様」 - okusama                                                                       | 19 febbraio 1984  |         |
| 8  | Un incidente 「災難」 - sainan                                                                      | 26 febbraio 1984  |         |
| 9  | La malattia 「愛情」 - aijou                                                                        | 4 marzo 1984      |         |
| 10 | Una promessa 「約束」 - yakusoku                                                                    | 11 marzo 1984     |         |
| 11 | Un combattimento 「喧嘩」 - kenka                                                                   | 18 marzo 1984     |         |
| 12 | La lettera 「手紙」 - tegami                                                                        | 25 marzo 1984     |         |
| 13 | Il regalo 「素敵な贈物」 - suteki na okurimono                                                      | 1º aprile 1984    |         |
| 14 | L'invito 「はじめての招待」 - hajimeteno shoutai                                                    | 8 aprile 1984     |         |
| 15 | La paga inaspettata 「おもいがけないお給料」 - omoigakenaio kyuuryou                                | 15 aprile 1984    |         |
| 16 | La pecora smarrita 「迷子になった羊」 - maigo ninatta hitsuji                                       | 22 aprile 1984    |         |
| 17 | Tempi duri per i lupi 「狼を退治する日」 - ookami wo taiji suru nichi                               | 29 aprile 1984    |         |
| 18 | I due incendi! 「二つの火事」 - futatsu no kaji                                                     | 6 maggio 1984     |         |
| 19 | Vicini di camera 「隣どうし」 - tonari doushi                                                       | 13 maggio 1984    |         |
| 20 | Chi arriva e chi se ne va! 「来た人と去る人」 - kita nin to saru nin                                | 20 maggio 1984    |         |
| 21 | Attentato alla vita di Giona 「アベルが狙われた」 - aberu ga nerawa reta                            | 27 maggio 1984    |         |
| 22 | Aspettando la primavera 「春を待ちながら」 - haru wo machi nagara                                   | 3 giugno 1984     |         |
| 23 | Chi è più forte, l'orso o la mucca? 「熊と牛はどちらが強いか」 - kuma to ushi hadochiraga tsuyoi ka | 17 giugno 1984    |         |
| 24 | Incontro e partenza 「出会いと別れ」 - deai to wakare                                               | 24 giugno 1984    |         |
| 25 | Accadde sull'isolotto 「島での出来事」 - shima deno dekigoto                                        | 1º luglio 1984    |         |
| 26 | L'uomo che ci salvò 「助けてくれた人」 - tasuke tekureta nin                                        | 8 luglio 1984     |         |
| 27 | La signora di città 「都会育ち」 - tokaisodachi                                                     | 15 luglio 1984    |         |
| 28 | La nuova vita 「新しい生活」 - atarashi i seikatsu                                                  | 22 luglio 1984    |         |
| 29 | Era solo un sogno 「夢を見ていた」 - yume wo mite ita                                               | 5 agosto 1984     |         |
| 30 | Come un bellissimo cigno 「美しい白鳥のように」 - utsukushi i hakuchou noyouni                      | 12 agosto 1984    |         |
| 31 | Un libro per posta 「本が送られて来た」 - hon ga okura rete kita                                    | 19 agosto 1984    |         |
| 32 | Il libro magico e il diavolo 「魔法の本と悪魔」 - mahou no hon to akuma                             | 26 agosto 1984    |         |
| 33 | Gioia e dolore 「喜びと悲しみ」 - yorokobi to kanashimi                                             | 2 settembre 1984  |         |
| 34 | In viaggio verso Helsinki 「ヘルシンキ行き」 - herushinki iki                                       | 9 settembre 1984  |         |
| 35 | Padre e figlia 「父と娘」 - chichi to musume                                                        | 16 settembre 1984 |         |
| 36 | La decisione di Lotte 「奥様の決意」 - okusama no ketsui                                            | 23 settembre 1984 |         |
| 37 | Giona il vagabondo 「迷子のアベル」 - maigo no aberu                                                | 30 settembre 1984 |         |
| 38 | Le rispettive strade 「それぞれの道」 - sorezoreno michi                                            | 7 ottobre 1984    |         |
| 39 | La festa a casa Haluma 「ハルマ屋敷のパーティ」 - haruma yashiki no patei                           | 14 ottobre 1984   |         |
| 40 | Partenza per la città 「道づれ」 - michi dure                                                       | 21 ottobre 1984   |         |
| 41 | Gente di città 「トゥルクの人々」 - touruku no hitobito                                             | 28 ottobre 1984   |         |
| 42 | Un libro di figure senza figure 「絵のない絵本」 - e nonai ehon                                     | 4 novembre 1984   |         |
| 43 | Ho fatto un giro in automobile 「自動車に乗った!」 - jidousha ni joutta !                           | 11 novembre 1984  |         |
| 44 | Una ragazza antipatica 「にくらしい娘」 - nikurashii musume                                         | 18 novembre 1984  |         |
| 45 | Una giornata faticosa 「疲れた一日」 - tsukare ta tsuitachi                                         | 25 novembre 1984  |         |
| 46 | Un momento difficile 「美しいもの」 - utsukushi imono                                               | 2 dicembre 1984   |         |
| 47 | Una cartella dalla Svezia 「お土産のランドセル」 - o miyage no randoseru                            | 9 dicembre 1984   |         |
| 48 | L'ammissione a scuola 「ああ入学」 - aa nyuugaku                                                    | 16 dicembre 1984  |         |
| 49 | Il ritorno della mamma 「おかあさんの帰国」 - okaasanno kikoku                                      | 23 dicembre 1984  |         |